# Vicht

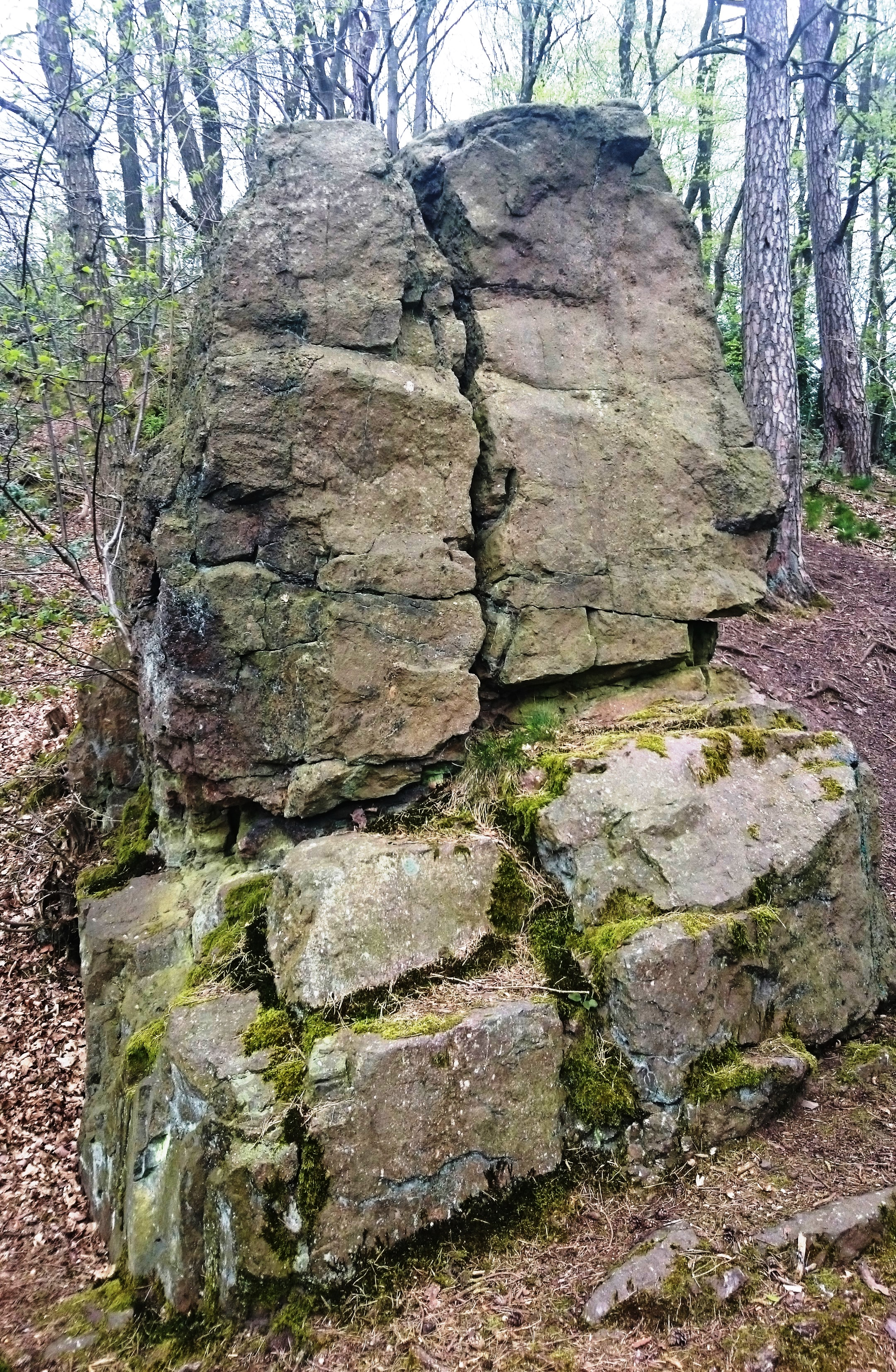
Kluckensteine

Vicht is een plaats in de Duitse gemeente Stolberg, deelstaat Noordrijn-Westfalen, en telt 1900 inwoners (2005).
Vicht ligt in de noordelijke Eifel in het dal van de Vichtbach.

## Geschiedenis
Vicht werd voor het eerst vermeld in 1322, als Feicht. Tot 1435 behoorde het tot Montjoie en van toen af aan tot het Hertogdom Gulik. Vanaf 1794 werd Vicht een onderdeel van de gemeente Gressenich en in 1972 werd geheel Gressenich opgenomen in de fusiegemeente Stolberg.
In 1535 was er al sprake van een primitieve Eisenhütte en werden bovendien twee watermolens in gebruik genomen, in gebruik als korenmolen respectievelijk oliemolen. Ook waren er diverse hamermolens.
Van 1755-1757 werd het plaatsje door meerdere aardbevingen getroffen. Uit deze tijd stamt de jaarlijkse bedevaart naar Heimbach.
In 1675 bestond reeds een aan Sint-Jan de Doper gewijde kapel, die een hulpkerk was van de parochie van Lendersdorf. In 1694 werd Vicht een zelfstandige parochie. De kapel werd in 1848 vergroot, maar in 1911-1912 werd een nieuwe parochiekerk gebouwd. De in 1993 gerestaureerde kapel werd sindsdien als mortuarium gebruikt.

## Bezienswaardigheden
- Sint-Jan de Doperkapel van 1675
- Sint-Jan de Doperkerk van 1911
- Kluckensteine, een rotsnaald van conglomeraat, behorende tot een langgerekte formatie, vroeger ook een groeve om vuurvast materiaal voor de ijzerindustrie te verwerven.

## Nabijgelegen kernen
Mausbach, Oberstolberg, Büsbach, Breinig, Zweifall